# Championnat d'Espagne de hockey sur glace 2001-2002
Saison précédente Saison suivante
La saison 2001-2002 est la 28e saison du championnat d'Espagne de hockey sur glace. Cette saison, le championnat porte le nom de Superliga Española.

## Clubs de la Superliga 2001-2002
- FC Barcelone
- ARD Gasteiz
- CH Jaca
- Majadahonda HC
- CG Puigcerdà
- Txuri Urdin

## Première Phase

### Classement
| # | Club           | Joués | V  | N | D  | bp:bc | +/- | Points |
| - | -------------- | ----- | -- | - | -- | ----- | --- | ------ |
| 1 | CH Jaca        | 15    | 12 | 2 | 1  | 82:44 | +38 | 39     |
| 2 | CG Puigcerdà   | 15    | 10 | 6 | 2  | 71:35 | +36 | 35     |
| 3 | FC Barcelone   | 15    | 7  | 3 | 5  | 76:51 | +25 | 26     |
| 4 | Txuri Urdin    | 15    | 6  | 1 | 8  | 42:67 | -25 | 19     |
| 5 | Majadahonda HC | 15    | 2  | 2 | 11 | 33:68 | -35 | 8      |
| 6 | ARD Gasteiz    | 15    | 1  | 3 | 11 | 28:66 | -38 | 6      |

## Séries finales
Les séries se jouent au meilleur des trois matchs pour les demi-finales et des cinq matchs pour la finale.

### Demi-finales
| Équipes     | 1 | 2 | 3 | Série |
| CH Jaca     | 3 | 2 | 8 | 2     |
| Txuri Urdin | 1 | 6 | 2 | 1     |

| Équipes      | 1 | 2 | 3 | Série |
| FC Barcelone | 5 | 6 |   | 2     |
| CG Puigcerdà | 3 | 0 |   | 0     |

### Finale
| Équipes      | 1 | 2 | 3 | 4 | 5 | Série |
| CH Jaca      | 7 | 2 | 7 | 5 | 4 | 2     |
| FC Barcelone | 3 | 8 | 2 | 7 | 4 | 3     |

Le FC Barcelone est sacré Champion d'Espagne de hockey sur glace 2001-2002.